# Gheaba
Gheaba – wieś w Rumunii, w okręgu Prahova, w gminie Măneciu. W 2011 roku liczyła 2613 mieszkańców.